# رود اور
رود اور (به قزاقی: Or) یک رود در روسیه قزاقستان است که در استان آق‌تپه واقع شده‌است.